# Andrea Zambelli (economista)

Il ragionato, 1671

Andrea Zambelli (Rovato, XVII secolo – Milano, XVII secolo) è stato un economista italiano.

## Biografia
Nato a Rovato (provincia di Brescia), Andrea Zambelli contribuì allo sviluppo della ragioneria in Italia con due opere non trascurabili nel loro ambito: Il ragionato o sia trattato della scrittura universale e Mercantesche dichiarazioni della scrittura doppia, la prima pubblicata a Milano nel 1671 e la seconda a Brescia dieci anni dopo.
Zambelli fu un ricco mercante e accumulò un cospicuo patrimonio nelle contrade straniere. Girovagò a lungo e fece poi ritorno in matura età a Brescia, dove nel 1680 aprì una scuola di aritmetica e ragioneria; compose infatti le Mercantesche dichiarazioni della scrittura doppia proprio per i suoi allievi. In quest'opera egli descrive la scrittura contabile a partita doppia applicandola con numerosi esempi agli ambiti aziendali mercantili.
Lavorò come funzionario pubblico negli uffici camerali a Brescia e poi a Milano, dove morì.

## Opere
- Il ragionato o sia trattato della scrittura universale, Milano, Federico Agnelli, 1671.
- Mercantesche dichiarazioni della scrittura doppia, conti de cambii, commissioni, e ragguagli di piazze, Brescia, Rizzardi, 1681.